# Agitator
Pour plus de détails, voir Fiche technique et Distribution.
Agitator (荒ぶる魂たち, Araburu tamashii-tachi) est un film japonais réalisé par Takashi Miike et sorti en 2001.

## Fiche technique
- Titre : Agitator
- Titre original : 荒ぶる魂たち (Araburu tamashii-tachi?)
- Réalisation : Takashi Miike
- Scénario : Shigenori Takechi
- Production : Yasuko Natsuyama, Fujio Matsushima et Hitoki Ookoshi
- Musique : Kōji Endō
- Photographie : Kiyoshi Itô
- Montage : Yasushi Shimamura
- Pays d'origine : Japon
- Durée : 150 minutes (200 minutes pour la version longue)

## Distribution
- Mickey Curtis
- Kenichi Endō
- Yoshiyuki Daichi
- Hakuryu
- Masatô Ibu
- Renji Ishibashi
- Masaya Kato
- Aya Kawamura
- Hiroki Matsukata
- Takashi Miike : Shinozaki
- Ryôsuke Miki
- Naoto Takenaka
- Kôji Tsukamoto